# Empecamenta nairobiensis
Empecamenta nairobiensis är en skalbaggsart som beskrevs av Moser 1922. Empecamenta nairobiensis ingår i släktet Empecamenta och familjen Melolonthidae. Inga underarter finns listade i Catalogue of Life.